# Trigonophorus nepalensis
Trigonophorus nepalensis – gatunek chrząszcza z rodziny poświętnikowatych, podrodziny kruszczycowatych i plemienia Goliathini.
Gatunek ten został opisany w 1831 roku przez Fredericka Williama Hope'a, który ustanowił go gatunkiem typowym rodzaju Trigonophorus.
Ciało długości od 28 do 32 mm i szerokości 15 mm, umiarkowanie wydłużone i wypukłe, umiarkowanie błyszczące. Ubarwienie głęboko zielone, niebiesko-zielone lub indygo-czarne, z ciemnym spodem, pomarańczowoczerwonymi udami, goleniami i tylnymi biodrami, a stopami czarnymi. Głowa raczej wydłużona. Nadustek granulowany. Przedni wyrostek smukły, stopniowo się rozszerzający i prosto zakończony. Tylny wyrostek (róg) samców długi i ostry, samic zaś ścięty i rozszerzony. Przedplecze samców zwężone z przodu, samic bardziej poprzeczne, u obu płci skórzaste i delikatnie punktowane. Rzeźba pokryw jak na przedpleczu. Pygidium delikatnie pomarszczone. Śródpiersie o długim, zakrzywiony, skierowanym nieco ku dołowi wyrostku.
Chrząszcz podawany z indyjskich stanów Asam i Sikkim oraz z Bhutanu i Nepalu.